# یوکی-۴۳۲٬۰۹۷
یو کی ۴۳۲٬۰۹۷ (به انگلیسی: UK-432,097) یک ترکیب شیمیایی با شناسه پاب‌کم ۹۸۳۳۵۱۹ است.